# Wilbur Cush
Wilbur „Billy“ Cush (* 10. Juni 1928 in Lurgan, County Armagh; † 28. Juli 1981 ebenda) war ein nordirischer Fußballspieler.

## Sportlicher Werdegang
Cush begann seine Karriere beim Glenavon FC, mit dem er 1952 irische Meister und fünf Jahre später als Meister und Pokalsieger Doublegewinner wurde. 1957 zog es ihn zu Leeds United nach England. Dort stieg er zum Mannschaftskapitän auf, ehe er nach dem Abstieg des Klubs aus der First Division 1960 nach Nordirland zurückkehrte. Zunächst für den FC Portadown aktiv kehrte er später zum Glenavon FC zurück.
1950 hatte Cush für die nordirische Nationalmannschaft debütiert. Als unregelmäßiges Teammitglied nahm er mit der von Peter Doherty betreuten Auswahlmannschaft an der Weltmeisterschaft 1958 teil. Dabei hatte er im entscheidenden Qualifikationsspiel gegen Italien als Torschütze geglänzt und das spielentscheidende 2:1 erzielt. In Schweden erreichte er mit der Mannschaft an der Seite von Danny Blanchflower, Jimmy McIlroy und Willie Cunningham das Viertelfinale, in dem sie gegen Frankreich nach einer 0:4-Niederlage ausschied. In der Gruppenphase war er mit dem Treffer zum 1:0-Erfolg über die Tschechoslowakei entscheidend am Weiterkommen beteiligt.
Gegen Ende seiner Karriere war Cush auch als Trainer tätig, bevor sich aus dem Fußball zurückzog und Fleischer in seiner Heimatstadt wurde.